# Dichapetalum spruceanum
Dichapetalum spruceanum är en tvåhjärtbladig växtart som beskrevs av Henri Ernest Baillon. Dichapetalum spruceanum ingår i släktet Dichapetalum och familjen Dichapetalaceae. Inga underarter finns listade i Catalogue of Life.